# John Hagans

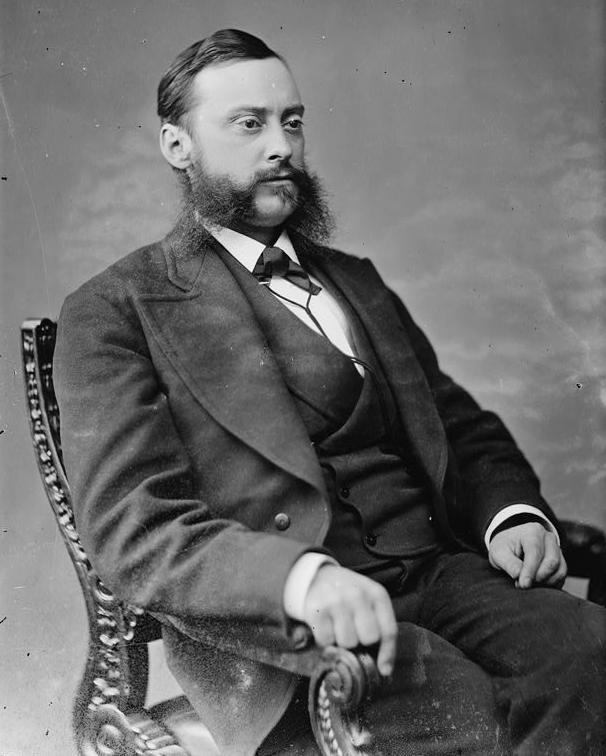
John Hagans

John Marshall Hagans (* 13. August 1838 in Brandonville, Schuylkill County, Virginia (heute West Virginia); † 17. Juni 1900 in Morgantown, West Virginia) war ein US-amerikanischer Politiker.
Hagans studierte Jura an der Harvard University. 1859 wurde er die Anwaltschaft aufgenommen und praktizierte in Morgantown. Von 1862 bis 1864 sowie erneut im Jahr 1870 war er Staatsanwalt des Monongalia County. In den Jahren 1866, 1867 und 1869 übte Hagans das Amt des Bürgermeisters von Morgantown aus. 1871 gehörte er einer Versammlung an, die die neue Staatsverfassung ausarbeitete.
Hagans wurde als Republikaner in den Kongress gewählt und vertrat dort vom 4. März 1873 bis zum 3. März 1875 den Bundesstaat West Virginia im US-Repräsentantenhaus. Danach wurde Hagans 1879 bis 1889 Abgeordneter im Abgeordnetenhaus von West Virginia. Er starb 1900 in Morgantown und wurde auf dem Oak Grove Cemetery beigesetzt.